# Pauline Macabies
Pauline Macabies (Chambéry, 3 marzo 1986) è un'ex biatleta e fondista francese.

## Biografia
Originaria di Sollières-Sardières e attiva principalmente nel biathlon, in Coppa del Mondo esordì il 23 marzo 2006 a Oslo Holmenkollen (69ª) e ottenne il primo podio il 3 gennaio 2008 a Oberhof (2ª).
In carriera prese parte a due edizioni dei Campionati mondiali (24ª nell'individuale a Östersund 2008 il miglior piazzamento).
Nello sci di fondo partecipò ad alcune competizioni minori: gare FIS e Marathon Cup (9ª nella Transjurassienne 2013 il risultato di maggior rilievo).

## Palmarès

### Biathlon

#### Mondiali juniores
- 3 medaglie:
  - 3 argenti ori (individuale, staffetta a Presque Isle 2006; staffetta a Val Martello 2007)

#### Coppa del Mondo
- Miglior piazzamento in classifica generale: 49ª nel 2011
- 4 podi (tutti a squadre):
  - 2 secondi posti
  - 2 terzi posti